# 藤山浩
藤山 浩（ふじやま こう、1959年 - ）は、日本の社会政策学者。専門は中山間地域政策、地域人口分析等。島根県中山間地域研究センター研究統括監を経て、一般社団法人持続可能な地域社会総合研究所所長。博士（マネジメント）。

## 人物・経歴
島根県益田市生まれ。1982年に一橋大学経済学部卒業後、都会で働くことに疑問を感じ、広島県立高等学校社会科教諭となる。1991年株式会社中国・地域づくりセンター主任研究員。1993年ニュージーランド留学。1994年広島大学大学院国際協力研究科入学。1998年島根県中山間地域研究センター研究員。2004年同センタ―地域研究グループ科長。
2008年広島大学大学院社会科学研究科修了、博士（マネジメント）。2009年から島根県立大学連携大学院教授兼任。2013年島根県中山間地域研究センター研究統括監。2017年一般社団法人持続可能な地域社会総合研究所設立、同所長、島根県立大学大学院北東アジア研究科地域開発政策専攻非常勤講師。元広島大学客員教授。
専門は中山間地域政策論、地域計画、地域人口分析、地域づくり、GIS分析。過疎対策の研究などを行い、独自の人口予測プログラムを開発。島根県での実証研究から、地区人口の1％ほどの移住者を呼び込めば、企業誘致・特産品開発に頼る必要はないとする「田園回帰1％戦略」を提唱する。
国土交通省国土審議会住み続けられる国土専門委員会委員、同集落課題検討委員会委員、内閣府まち・ひと・しごと創生本部地方創生における中山間地域ワーキング有識者委員、同地域の課題解決のための地域運営組織に関する有識者会議委員、総務省「田園回帰」に関する調査研究会委員、農林水産省中山間地域等直接支払制度等に関する第三者委員会委員、農林水産省活力ある農山漁村づくり検討会委員、農林水産省人口減少社会に対応した農村整備研究会委員、厚生労働省地域における住民主体の課題解決力強化・相談支援体制の在り方に関する検討会委員、環境省実行計画推進ワーキンググループ委員、山口県中山間地域アドバイザー、高知県集落活動センター推進アドバイザー等を歴任。

## 著書
- 『集落再生』（大西隆,中村良平,安島博幸,小田切徳美共著）ぎょうせい 2011年
- 『地域再生のフロンティア』（共著）農山漁村文化協会 2013年
- 『はじまった田園回帰』（小田切徳美,石橋良治,土屋紀子共著）農山漁村文化協会 2015年
- 『田園回帰１％戦略』農山漁村文化協会 2015年
- 『田園回帰がひらく未来』（小田切徳美,広井良典,大江正章共著）岩波ブックレット 2016年
- 『地域自給で生きる』（共著）ほんの木 2016年
- 『日本のクリエイティブ・クラス』（小田切徳美,伊藤洋志,尾野寛明,高木千歩共著）農山漁村文化協会 2016年
- 『世界の田園回帰』（大森彌,小田切徳美共編著）農山漁村文化協会 2017年
- 『「循環型経済」をつくる』（編著）農山漁村文化協会 2018年